# Krtovce
Krtovce (ungarisch Kartolc – bis 1907 Krtóc) ist eine slowakische Gemeinde im Okres Topoľčany und im Nitriansky kraj mit 288 Einwohnern (Stand 31. Dezember 2024).

## Geographie
Die Gemeinde befindet sich im mittleren Teil des Hügellands Nitrianska pahorkatina am Mittellauf des Baches Hlavinka im Einzugsgebiet der Radošinka. Das Ortszentrum liegt auf einer Höhe von 210 m n.m. und ist 14 Kilometer von Topoľčany entfernt.
Nachbargemeinden sind Lipovník im Norden, Hajná Nová Ves im Osten und Südosten, Lužany im Süden, Nitrianska Blatnica im Westen und Vozokany im Nordwesten.

## Geschichte
Krtovce wurde zum ersten Mal 1156 als Kortouc schriftlich erwähnt und war zuerst Gut in der Herrschaft der Neutraer Burg, später Besitz des Klosters Zobor sowie der Burg Lewenz, im 19. Jahrhundert besaßen die Familien Beniczky und Berényi Güter im Ort. 1715 gab es neun Haushalte, 1787 hatte die Ortschaft 21 Häuser und 137 Einwohner, 1828 zählte man 23 Häuser und 160 Einwohner, die als Landwirte beschäftigt waren.
Bis 1918 gehörte der im Komitat Neutra liegende Ort zum Königreich Ungarn und kam danach zur Tschechoslowakei beziehungsweise heute Slowakei.

## Bevölkerung
| Jahr                | 1994 | 2004    | 2014    | 2024    |
| ------------------- | ---- | ------- | ------- | ------- |
| Anzahl der Personen | 296  | 320     | 316     | 288     |
| Unterschied         |      | +8,10 % | −1,25 % | −8,86 % |

| Jahr                | 2023 | 2024    |
| ------------------- | ---- | ------- |
| Anzahl der Personen | 287  | 288     |
| Unterschied         |      | +0,34 % |

Gemäß der Volkszählung 2011 wohnten in Krtovce 303 Einwohner, davon 295 Slowaken sowie jeweils zwei Polen und Tschechen. Vier Einwohner machten keine Angabe zur Ethnie.
254 Einwohner bekannten sich zur römisch-katholischen Kirche, 13 Einwohner zur Evangelischen Kirche A. B., acht Einwohner zu den Zeugen Jehovas, vier Einwohner zur orthodoxen Kirche und zwei Einwohner zur griechisch-katholischen Kirche. Acht Einwohner waren konfessionslos und bei 14 Einwohnern wurde die Konfession nicht ermittelt.

## Bauwerke und Denkmäler
- Kapelle, ursprünglich im Renaissancestil gestaltet, 1878 im pseudoromanischen Stil umgebaut